# Nota signada
La nota firmada és la nota que es redacta en primera persona (en contrast amb la nota verbal) i es dirigeix pel cap de missió, al ministre de relacions exteriors de l'estat receptor (o viceversa). Té un caràcter més solemne que la nota verbal i en principi sembla reservada per a comunicacions d'una major importància o rellevància. Les diferències que en un altre temps es van voler establir amb la nota verbal quant al seu valor i conseqüències jurídiques han perdut posteriorment el seu sentit. Sempre porta la firma del remitent.
El seu ús, canvi de notes, també es produeix en la diplomàcia multilateral permanent.